# Корсаков, Иван Ассигкритович
Иван Ассигкритович Корсаков (1850—1912) — присяжный поверенный, депутат Государственной думы Российской империи I созыва от Новгородской губернии.

## Биография
Потомственный дворянин. Родился в Весьегонском уезде Тверской губернии в 1850 году в семье Ассигкрита Львовича Корсакова и Клавдии Александровны урождённой Калитеевской (1819—?). В 1868 году окончил Ларинскую гимназию и поступил на юридический факультет Петербургского университета. За участие в студенческих волнениях в том же году был выслан из Петербурга в административном порядке на родину. Получив разрешение продолжить обучение, окончил юридический факультет Казанского университета.
Служил присяжным поверенным окружной Санкт-Петербургской судебной палаты. Состоял членом совета присяжных поверенных. Был владельцем спиртоочистительного завода. Избирался гласным Боровичского уездного и Новгородского губернского земских собраний. Являлся предводителем дворянства Весьегонского уезда Тверской губернии. В 1879 году участвовал в земском съезде в Москве. Член кружка «Беседа», «Союза освобождения», «Союза земцев-конституционалистов». 6—8 ноября 1904 года земский съезд в Санкт-Петербурге проходил в том числе и в доме Корсакова (набережная Фонтанки, 52).  С октября 1905 состоял в Конституционно-демократической партии, входил в её правое крыло. Владел землёй в Новгородской губернии  площадью 699 десятины. Владел имением Курганы в Бежецком уезде Тверской области, выставленном на продажу в 1878 году.
Был избран 26 марта 1906 года в Государственную думу Российской империи I созыва общего состава выборщиков Новгородского губернского избирательного собрания. Вошёл в состав Конституционно-демократической фракции. Состоял в думской комиссии по исследованию незакономерных действий должностных лиц и финансовой комиссии. Поставил свою подпись под законопроектом «О собраниях». Сделал доклад от имени Комиссии по исследованию незакономерных действий должностных лиц, на основании переданных для её заключения запросов. Участвовал в прениях по вопросам о Государственном совете, Наказе и по законопроекту «О гражданском равенстве».
Вернувшись после роспуска Думы, И. А. Корсаков пытался провести собрания и рассказать о работе Думы, но это не удалось из-за противодействия администрации; полиция также запретила редакторам местных газет печатать какую-либо информацию о распущенной Государственной Думе.
22 января 1911 года на первом общем собрании акционеров «Товарищества табачной фабрики А. Н. Шапошников и К°» (утверждено 5 февраля 1910 года) избран кандидатом в директоры совместно с  Эрнестом Эрнестовичем Ганом.
Умер 24 марта 1912 года[по какому календарю?].

## Семья
- Брат — Павел (1847[8], с. Парфеньево Лукинской волости Весьегонского уезда — 1908, Петербург), деятель Тверского губернского земства и народного образования[3].

### Архивный источник
- Российский государственный исторический архив. Ф. 1278. — Оп. 1: 1-й созыв. — Д. 84. — Л. 11; Ф. 1327. — Оп. 1: 1905 год. — Д. 141. — Л. 21-21 оборот; Д. 143. — Л. 88 оборот.